# Missael Espinoza
Missael Espinoza (Tepic, 12 aprile 1965) è un ex calciatore messicano, di ruolo centrocampista. Ha partecipato a Stati Uniti 1994..

## Carriera

### Club
Inizia nel Club de Fútbol Monterrey, squadra nella quale milita per 9 anni, giocando 196 partite segnando 24 gol. Dopo l'esperienza al Chivas Guadalajara passa ai San Jose Clash, squadra statunitense. Si è ritirato nel 2005 con la maglia del Monterrey.

### Nazionale
Ha giocato dal 1990 al 1995 con la nazionale di calcio messicana, collezionando 41 partite, segnando 4 reti e partecipando al campionato del mondo 1994.